# 王寳貫
王寳貫（1949年—），台灣大氣科學家，中央研究院院士。畢業於台南一中，台灣大學（學士）及美國洛杉磯加州大學（UCLA)（碩士、博士）。1980－2016任美國威斯康辛大學（麥迪遜）大氣與海洋科學系教授，1994－1997為該系系主任。2003－2019 任中央研究院環境變遷研究中心特聘研究員兼主任。現為該中心通信研究員。

## 學歷
- 1967-1971：國立台灣大學 大氣科學 學士
- 1973-1975：美國加州大學洛杉磯分校（UCLA）大氣科學 碩士
- 1975-1978：美國加州大學洛杉磯分校（UCLA）大氣科學 博士

## 經歷

### 曾任：
- 加州大學洛杉磯分校（UCLA）大氣物理研究員(1978-1980), 兼任大氣科學助理教授(1980)
- 威斯康辛大學麥迪遜分校 大氣及海洋科學系 助理教授（1980-1984）、副教授（1984-1988）、教授（1988-2016）
- 威斯康辛大學麥迪遜分校 大氣及海洋科學系 系主任(1994-1997), 空氣資源管理學程主任(1998-2002)
- 客座（訪問）教授：加州大學洛杉磯分校（UCLA），德國麥因茨大學（University of Mainz）， 台灣大學，美國麻省理工學院（MIT），義大利費拉拉大學（University of Ferrara），德國馬克斯-普朗克化學研究所 (Max-Planck Institute for Chemistry)
- 歐洲太空總署宇宙及大氣粒子系統交互作用計劃 (ICAPS) 諮詢委員
- 德國Bremen大學海洋邊緣研究中心（RCOM）-海洋環境科學中心（MARUM）諮詢委員
- McGraw-Hill Encyclopedia of Science and Technology，顧問編輯
- Il Nuovo Cimento C，編輯委員（地球物理)
- 美國納爾遜工業公司(Nelson Industries)科技顧問
- 美國氣象學會雲物理委員會主席 （1991-1993）
- 中華民國氣象學會理事長(2013-2017)
- 中央研究院環境變遷研究中心特聘研究員兼主任(2013-2019)
- 成功大學航空太空工程系特聘客座講座教授（2021-2022）

### 現任：
- 中央研究院環境變遷研究中心 通信研究員 (2020-)
- 國立台灣大學大氣科學系特聘研究講座教授[2]
- 國立中央大學太空及遙測研究中心合聘教授[3]
- 國立中山大學氣膠科學研究中心榮譽講座教授[4]
- 中華民國氣象學會監事主席
- 中華民國地球科學學會理事
- 大氣研究(Atmospheric Research)編輯委員

## 榮譽及獎項
- 美國Samuel C. Johnson 傑出會士獎 (1992)
- 德國宏博（Alexander von Humboldt）高等研究獎 (1993)
- 美國氣象學會會士 (2005)[5]
- 中華民國氣象學會會士(2008)[6]
- 中國時報 1996 開卷十大好書 （天與地，牛頓出版）(1996)
- 第一屆吳大猷科普著作獎佳作（洞察，天下文化）(2002)[7]
- 行政院新聞局金鼎獎佳作（洞察，天下文化）(2002)
- 行政院新聞局金鼎獎佳作（微塵大千，經典雜誌）(2005)
- Research Spotlight, EOS (AGU) (2016) [8]
- 中央研究院院士（數理組）（2018）[9]
- 歐洲劇烈風暴實驗室尼可萊•鐸切克 (Nikolai Dotzek)獎 (2023)[10][11]
- 第一屆國立臺灣大學理學院傑出院友 (2024)[12]

## 學術研究
王寳貫的學術研究是大氣科學，特別是下列領域：（1）雲物理學（2）雲動力學（3）氣膠物理（4）歷史氣候學四個方面。
他是開創深對流系統影響對流層與平流層相互作用這一研究領域的先鋒人物。他發現了雷暴雲頂的重力波碎裂(gravity wave breaking)機制。通常平流層的穩定度會壓制對流層的物質上傳，但是雷雨雲的強烈上升氣流會引發雲頂重力波，在適當情況下，這些重力波會產生碎波現象，這碎波能穿透對流層頂，同時把水蒸氣及冰晶或其他物質（氣體、氣膠粒子）輸送到平流層，這碎波傳輸機制也同時解釋了為何（HDO/H2O）之比例在平流層中遠比以前所認定的水分緩慢上傳模式所估計的要高得多。這些水分一旦抵達平流層，將會產生巨大的溫室效應，加深由二氧化碳引起的全球暖化，因此氣候預測模式勢必把此機制列為可能的影響外力（forcing）方能作出正確預測。平流層的水蒸氣又是奇氫族(odd hydrogen species)產生的原料，奇氫族分子會造成臭氧消失，使得臭氧層變稀薄，對人體健康有嚴重後果。目前有越來越多的證據顯示，此機制可能是對流層物質上傳的主要管道，例如最近觀測到的火成積雨雲(pyrocumulonimus)也是以此機制把灰燼大量輸送到平流層，並且已有大量衛星觀測證實。此機制也是布魯爾-都卜生環流(Brewer-Dobson Circulation)的重要環節，因為在熱帶地區的深對流雲必然以此方式執行此環流的上升運動。這一發現開創了研究對流層與平流層相互作用的新管道。
王寳貫長期以來致力於雲微物理研究，特別是雲中冰相粒子（冰晶、雪片、軟雹、冰雹）擴散增長(diffusion growth)及碰撞增長（collision growth）的定量化研究。他利用精確的流體力學數值模式，計算出這些降落中的冰粒子所造成的流場，從而計算出冰粒子吸收水蒸氣而成長的速率（擴散增長）以及冰粒子撞擊過冷水滴而形成軟雹及冰雹的速率（碰撞增長），這些都是大氣學門裡的基本數據。他也曾對雨滴在大氣中的降落加速度做了精確的實驗測量,其數據被廣泛運用於大氣、森林及農業科學中。
在氣膠物理領域，王寳貫建立了第一個精確的雨滴沖刷氣膠粒子的數學模式並從事實驗，證實了“格林菲爾德間隙”(Greenfield Gap)—一個大氣雲雨過程極難清除的粒子尺度（大約0.1-1微米左右）—的存在，並將之定量化。
王寳貫也利用中國古代歷史文獻，如二十四史之五行志及災異志、方志資料、以及宮廷檔案（如故宮晴雨錄、雨雪糧價奏摺等），來反推中國歷史時期的氣候概況。他又曾蒐集各式氣候替代資料（諸如海底沉積泥芯微化石、孢粉、其他海洋地質資料等），編成氣候序列，來推斷東亞地區全新世以來之氣候變遷情況。近來更將中國三千年氣象記錄數位化，做成REACHES氣候資料庫，即使國際不諳中文的研究者也能利用來做氣候研究。
除了正式學術論文外，王寳貫也致力於科普寫作，前後出版了《天與地》（牛頓出版，天文及地球物理，1996開卷十大好書）、《洞察》（天下文化，物理科學史，2002吳大猷科普獎及新聞局金鼎獎佳作），《微塵大千》（經典雜誌，日常科學，2005金鼎獎佳作）。

## 外部連結
- 中央研究院介紹頁面 （页面存档备份，存于） （繁體中文）

1. ↑  . rcec.sinica.edu.tw.   [2024-11-04] （中文（繁體））.
2. ↑  大氣系系辦. . www.as.ntu.edu.tw.   [2024-11-04] （中文（臺灣））.
3. ↑  .   [2024-11-04].
4. ↑  . aerosol.nsysu.edu.tw.   [2024-11-04] （中文（臺灣））.
5. ↑  . American Meteorological Society.   [2024-11-04] （英语）.
6. ↑  .   [2024-11-04] （中文（臺灣））.
7. ↑  . www.phys.sinica.edu.tw.   [2024-11-04].
8. ↑  Strelich, L. . Eos. 2016-06-21  [2024-11-05] （美国英语）.
9. ↑  . academicians.sinica.edu.tw.   [2024-11-04].
10. ↑  中央通訊社. . 中央社 CNA. 2023-03-07  [2024-11-22] （中文（臺灣））.
11. ↑  Holzer, Alois. . 2023-02-17  [2024-11-04] （美国英语）.
12. ↑  . 國立臺灣大學理學院. 2024-11-08  [2024-11-09] （中文）.
13. ↑  Wang, P. K.; Grover, S. N.; Pruppacher, H. R. . Journal of the Atmospheric Sciences. 1978-09-01, 35 (9). ISSN 0022-4928. doi:10.1175/1520-0469(1978)035<1735:OTEOEC>2.0.CO;2 （英语）.
14. ↑  Wang, Pao K.; Lin, Kuan-Hui Elaine; Liao, Yi-Chun; Liao, Hsiung-Ming; Lin, Yu-Shiuan; Hsu, Ching-Tzu; Hsu, Shih-Ming; Wan, Chih-Wei; Lee, Shih-Yu; Fan, I.-Chun; Tan, Pei-Hua. . Scientific Data. 2018-12-18, 5 (1). ISSN 2052-4463. doi:10.1038/sdata.2018.288 （英语）.